# Estadi Elías Figueroa Brander
L'Estadi Elías Figueroa Brander és un estadi de Xile, en la ciutat de Valparaíso. Aquesta instal·lació té una capacitat de 22.000 espectadors asseguts i una pista de futbol central envoltada per una pista atlètica.

## Història
Va ser inaugurat el 1931, pel president Juan Esteban Montero. És propietat del Club de Deportes Santiago Wanderers. Ha estat la seu local del club, que el lloga per jugar-hi els partits com a local. L'estadi va ser nomenat en honor de Elías Figueroa, elegit millor jugador d'Amèrica en els anys 1974, 1975 i 1976 i ídol del club.
Ha estat seu de la Copa America a les edicions de 1991 i 2015. Durant la dictadura de Pinochet el l'estadi va ser utilitzat com a centre de detenció i tortura.